# Moulon (Gironde)
Pour les articles homonymes, voir Moulon.
Cet article possède un paronyme, voir Toulon.
Moulon est une commune du Sud-Ouest de la France, située dans le département de la Gironde en région Nouvelle-Aquitaine.

## Géographie

### Localisation
La commune de Moulon est située dans l'Entre-deux-Mers, en rive gauche de la Dordogne, au sud de Libourne.

### Communes limitrophes
Les communes limitrophes sont  Grézillac, Génissac, Libourne, Nérigean, Saint-Sulpice-de-Faleyrens, Saint-Émilion et Tizac-de-Curton.
|                     | Libourne        | Saint-Émilion              |
| Génissac            | Moulon          | Saint-Sulpice-de-Faleyrens |
| Nérigean (sur 20 m) | Tizac-de-Curton | Grézillac                  |

### Climat
Pour des articles plus généraux, voir Climat de la Nouvelle-Aquitaine et Climat de la Gironde.
Historiquement, la commune est exposée à un climat océanique aquitain.  
En 2020, Météo-France publie une typologie des climats de la France métropolitaine dans laquelle la commune est exposée à un climat océanique et est dans la région climatique  Aquitaine, Gascogne, caractérisée par une pluviométrie abondante au printemps, modérée en automne, un faible ensoleillement au printemps, un été chaud (19,5 °C), des vents faibles, des brouillards fréquents en automne et en hiver et des orages fréquents en été (15 à 20 jours).
Pour la période 1971-2000, la température annuelle moyenne est de 12,9 °C, avec une amplitude thermique annuelle de 14,3 °C. Le cumul annuel moyen de précipitations est de 839 mm, avec 11,6 jours de précipitations en janvier et 6,4 jours en juillet. Pour la période 1991-2020, la température moyenne annuelle observée sur la station météorologique la plus proche, située sur la commune de Saint-Émilion à 7,16 km à vol d'oiseau, est de 13,9 °C et le cumul annuel moyen de précipitations est de 798,1 mm,. Pour l'avenir, les paramètres climatiques de la commune estimés pour 2050 selon différents scénarios d'émission de gaz à effet de serre sont consultables sur un site dédié publié par Météo-France en novembre 2022.

### Milieux naturels et biodiversité

#### Natura 2000
La Dordogne est un site du réseau Natura 2000 limité aux départements de la Dordogne et de la Gironde, et qui concerne les 104 communes riveraines de la Dordogne, dont Moulon,. Seize espèces animales et une espèce végétale inscrites à l'annexe II de la directive 92/43/CEE de l'Union européenne y ont été répertoriées.

#### ZNIEFF
Moulon fait partie des 102 communes concernées par la zone naturelle d'intérêt écologique, faunistique et floristique (ZNIEFF) de type II « La Dordogne »,, dans laquelle ont été répertoriées huit espèces animales déterminantes et cinquante-sept espèces végétales déterminantes, ainsi que quarante-trois autres espèces animales et trente-neuf autres espèces végétales.

## Urbanisme

### Typologie
Au 1er janvier 2024, Moulon est catégorisée commune rurale à habitat dispersé, selon la nouvelle grille communale de densité à sept niveaux définie par l'Insee en 2022.
Elle est située hors unité urbaine. Par ailleurs la commune fait partie de l'aire d'attraction de Bordeaux, dont elle est une commune de la couronne,. Cette aire, qui regroupe 275 communes, est catégorisée dans les aires de 700 000 habitants ou plus (hors Paris),.

### Occupation des sols

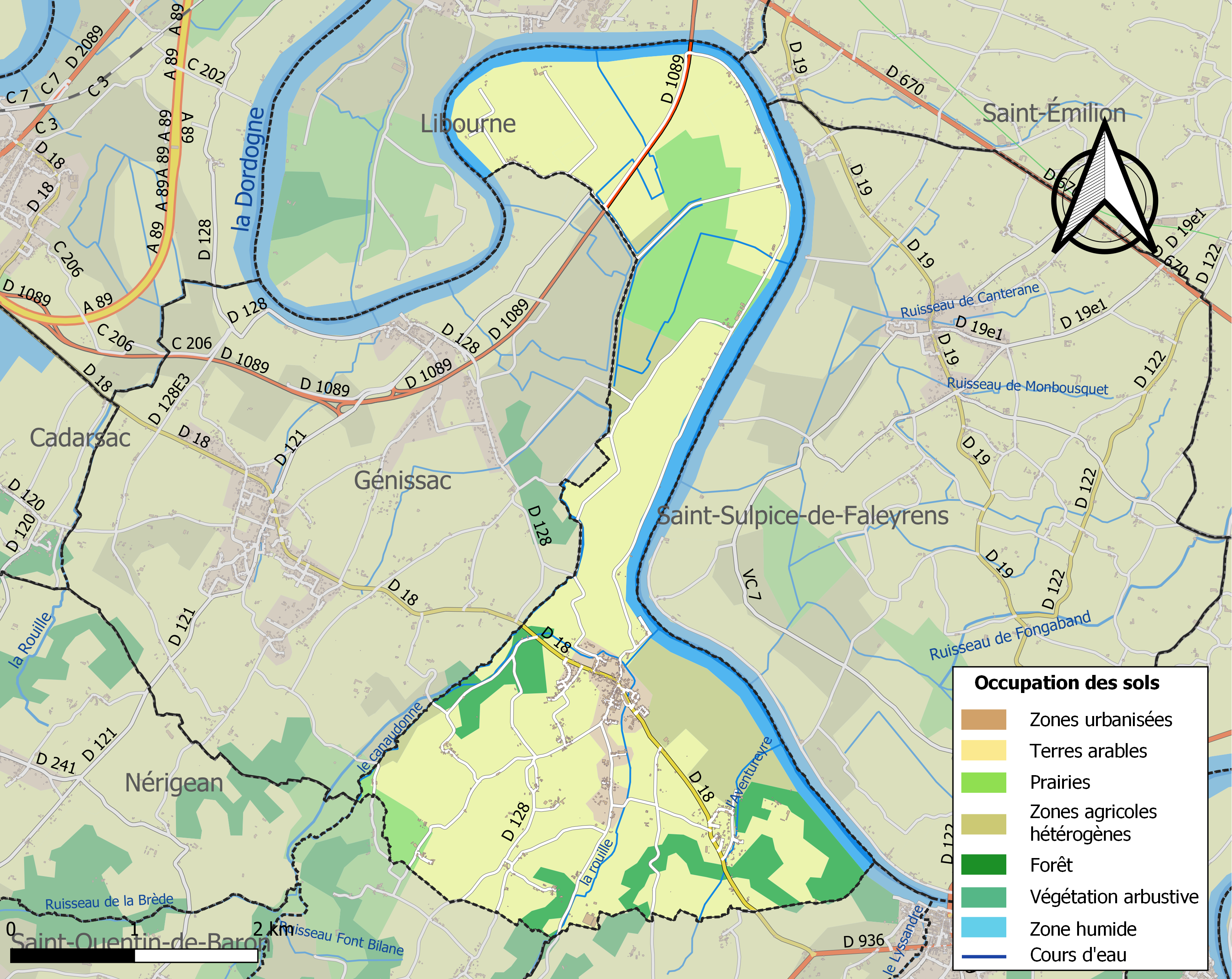
Carte des infrastructures et de l'occupation des sols de la commune en 2018 (CLC).

L'occupation des sols de la commune, telle qu'elle ressort de la base de données européenne d’occupation biophysique des sols Corine Land Cover (CLC), est marquée par l'importance des territoires agricoles (79,9 % en 2018), une proportion sensiblement équivalente à celle de 1990 (80,7 %). La répartition détaillée en 2018 est la suivante : 
cultures permanentes (53 %), prairies (9,6 %), zones agricoles hétérogènes (9,4 %), eaux continentales (9 %), terres arables (7,9 %), forêts (7,8 %), zones urbanisées (3,3 %). L'évolution de l’occupation des sols de la commune et de ses infrastructures peut être observée sur les différentes représentations cartographiques du territoire : la carte de Cassini (XVIIIe siècle), la carte d'état-major (1820-1866) et les cartes ou photos aériennes de l'IGN pour la période actuelle (1950 à aujourd'hui).

### Risques majeurs
Le territoire de la commune de Moulon est vulnérable à différents aléas naturels : météorologiques (tempête, orage, neige, grand froid, canicule ou sécheresse), inondations, mouvements de terrains et séisme (sismicité faible). Il est également exposé à un risque technologique, la rupture d'un barrage. Un site publié par le BRGM permet d'évaluer simplement et rapidement les risques d'un bien localisé soit par son adresse soit par le numéro de sa parcelle.

#### Risques naturels
La commune fait partie du territoire à risques importants d'inondation (TRI) de Libourne, regroupant les 20 communes concernées par un risque de submersion marine ou de débordement de la Dordogne, un des 18 TRI qui ont été arrêtés fin 2012 sur le bassin Adour-Garonne. Les événements significatifs aux XIXe et XXe siècles sont les crues de 1843 (6,80 m l'échelle de Libourne), de 1866 (6,40 m) et du 10 février 1944 (6,38 m) et du 27 décembre 1999 (6,36 m). Au XXIe siècle, les événements les plus marquants sont les crues de mars 2010 (5,55 m) et du 31 janvier 2014 (5,97 m). Des cartes des surfaces inondables ont été établies pour trois scénarios : fréquent (crue de temps de retour de 10 ans à 30 ans), moyen (temps de retour de 100 ans à 300 ans) et extrême (temps de retour de l'ordre de 1 000 ans, qui met en défaut tout système de protection). La commune a été reconnue en état de catastrophe naturelle au titre des dommages causés par les inondations et coulées de boue survenues en 1982, 1983, 1993, 1999, 2000 et 2009,.
Les mouvements de terrains susceptibles de se produire sur la commune sont des affaissements et effondrements liés aux cavités souterraines (hors mines) et des tassements différentiels. Par ailleurs, afin de mieux appréhender le risque d’affaissement de terrain, l'inventaire national des cavités souterraines permet de localiser celles situées sur la commune.

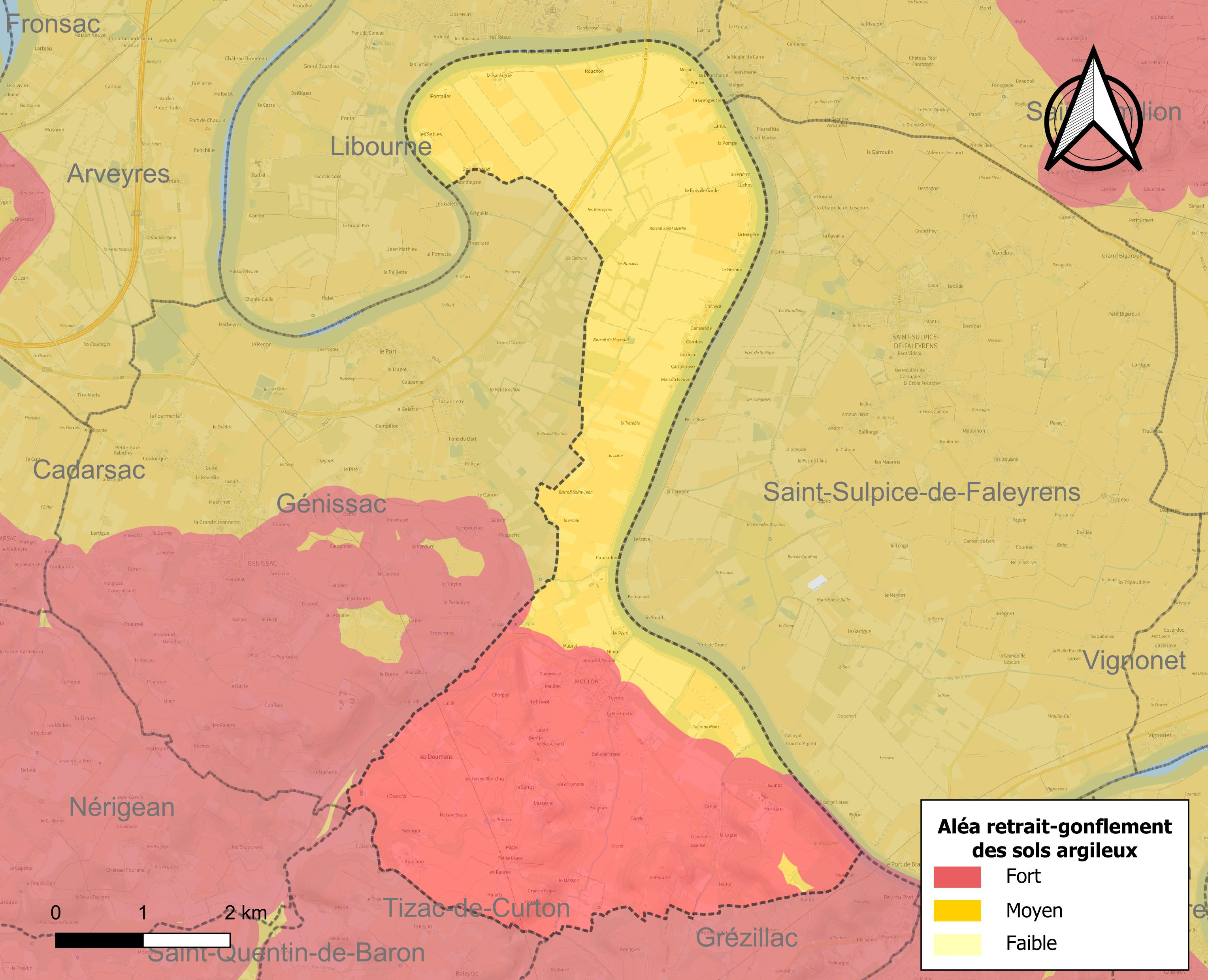
Carte des zones d'aléa retrait-gonflement des sols argileux de Moulon.

Le retrait-gonflement des sols argileux est susceptible d'engendrer des dommages importants aux bâtiments en cas d’alternance de périodes de sécheresse et de pluie. La totalité de la commune est en aléa moyen ou fort (67,4 % au niveau départemental et 48,5 % au niveau national). Sur les 443 bâtiments dénombrés sur la commune en 2019, 443 sont en aléa moyen ou fort, soit 100 %, à comparer aux 84 % au niveau départemental et 54 % au niveau national. Une cartographie de l'exposition du territoire national au retrait gonflement des sols argileux est disponible sur le site du BRGM,.
Par ailleurs, afin de mieux appréhender le risque d’affaissement de terrain, l'inventaire national des cavités souterraines permet de localiser celles situées sur la commune.
Concernant les mouvements de terrains, la commune a été reconnue en état de catastrophe naturelle au titre des dommages causés par la sécheresse en 1989, 1991, 2003, 2012, 2015 et 2017 et par des mouvements de terrain en 1999.

#### Risques technologiques
La commune est en outre située en aval du  barrage de Bort-les-Orgues, un ouvrage sur la Dordogne de classe A soumis à PPI, disposant d'une retenue de 477 millions de mètres cubes. À ce titre elle est susceptible d’être touchée par l’onde de submersion consécutive à la rupture de cet ouvrage.

## Histoire

### Antiquité
- De la céramique du premier âge du fer a été recueillie en bord de Garonne près du Battant ;
- des vestiges d'un habitat gallo-romain ont été découverts près du confluent de la Dordogne et du Camodonne : Léo Drouyn a signalé en 1865 un site à tegulae sur lequel ont été recueillis en 1987-88 des amphores et des objets liés à une activité métallurgique[31].

### Moyen Âge
Deux mottes féodales ont été recensées :
- celle du Battant
- la Tour de l'Ansouhaite.

| - Moulon - Cadastre napoléonien (1813) |

## Politique et administration
La commune de Moulon appartient à l'arrondissement de Libourne. À la suite du découpage territorial de 2014 entré en vigueur à l'occasion des élections départementales de 2015, la commune est transférée du canton de Branne supprimé au nouveau canton des Coteaux de Dordogne,. Moulon fait également partie de la communauté d'agglomération du Libournais, membre du Pays du Libournais.
| Période                                  | Période   | Identité          | Étiquette | Qualité     |
| ---------------------------------------- | --------- | ----------------- | --------- | ----------- |
| mars 1989                                | juin 2003 | Alain Doleu       | PCF       |             |
| juillet 2003                             | mars 2008 | Jacques Drevet    |           |             |
| mars 2008                                | mai 2020  | Loïc Magnan       | DVG       | Agriculteur |
| mai 2020                                 | En cours  | Renaud Chalengeas |           |             |
| Les données manquantes sont à compléter. |           |                   |           |             |

## Démographie
| 1793  | 1800  | 1806  | 1821  | 1831  | 1836  | 1841  | 1846  | 1851  |
| ----- | ----- | ----- | ----- | ----- | ----- | ----- | ----- | ----- |
| 1 420 | 1 367 | 1 446 | 1 379 | 1 314 | 1 316 | 1 202 | 1 185 | 1 150 |

| 1856  | 1861  | 1866  | 1872  | 1876  | 1881  | 1886  | 1891 | 1896 |
| ----- | ----- | ----- | ----- | ----- | ----- | ----- | ---- | ---- |
| 1 195 | 1 249 | 1 263 | 1 228 | 1 100 | 1 039 | 1 012 | 955  | 974  |

| 1901 | 1906  | 1911 | 1921 | 1926 | 1931 | 1936 | 1946 | 1954 |
| ---- | ----- | ---- | ---- | ---- | ---- | ---- | ---- | ---- |
| 966  | 1 050 | 947  | 868  | 882  | 862  | 849  | 771  | 804  |

| 1962 | 1968 | 1975 | 1982 | 1990 | 1999 | 2004 | 2006 | 2009 |
| ---- | ---- | ---- | ---- | ---- | ---- | ---- | ---- | ---- |
| 780  | 755  | 719  | 737  | 866  | 925  | 939  | 926  | 964  |

| 2014 | 2019  | 2022  | - | - | - | - | - | - |
| ---- | ----- | ----- | - | - | - | - | - | - |
| 988  | 1 006 | 1 056 | - | - | - | - | - | - |

## Lieux et monuments
- Tour d'Ansouette (d'Ansoeta, de l'Ansouhaite)
- Monument aux morts
- Église Saint-Vincent de Moulon.

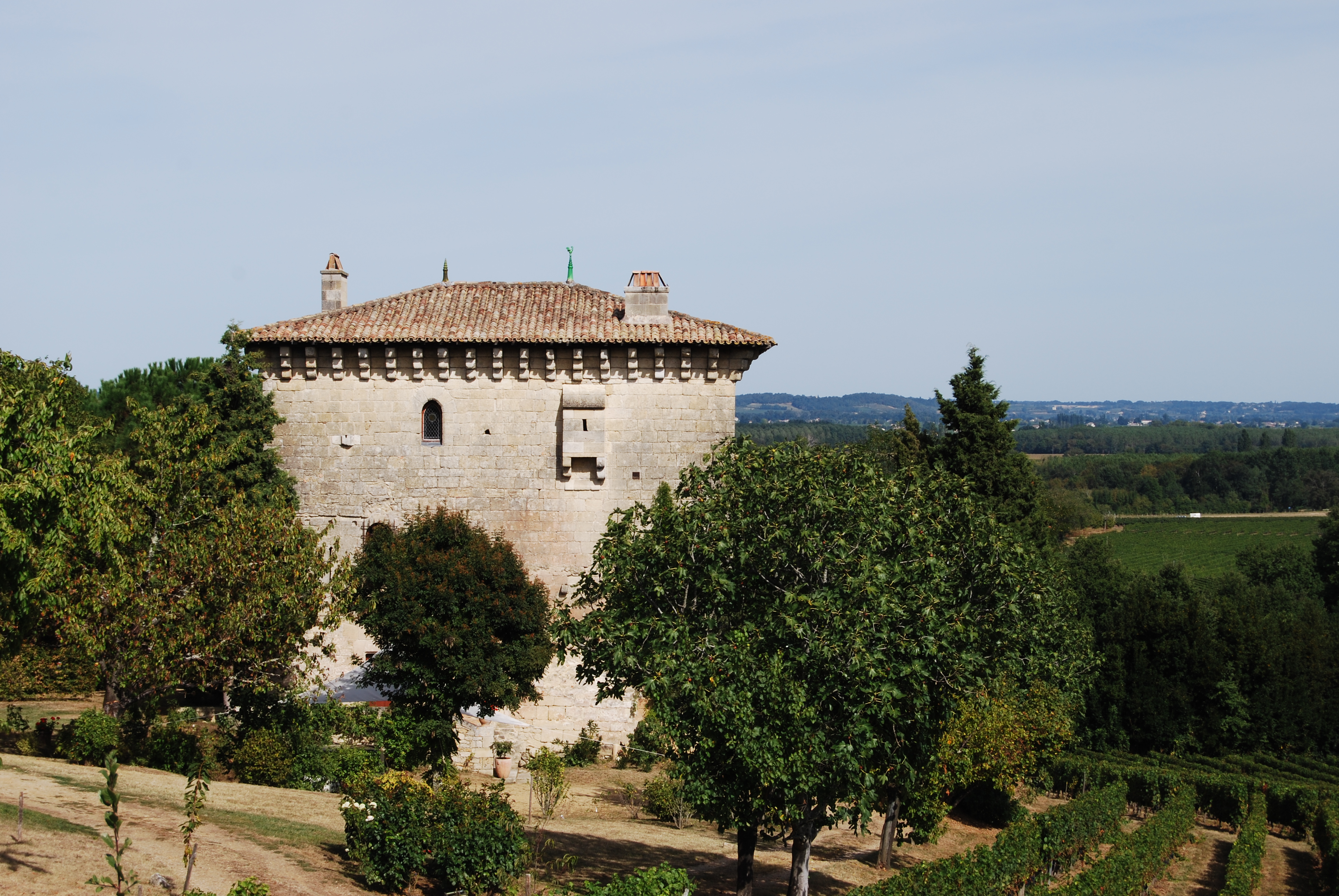
Tour de l'Ansouhaite
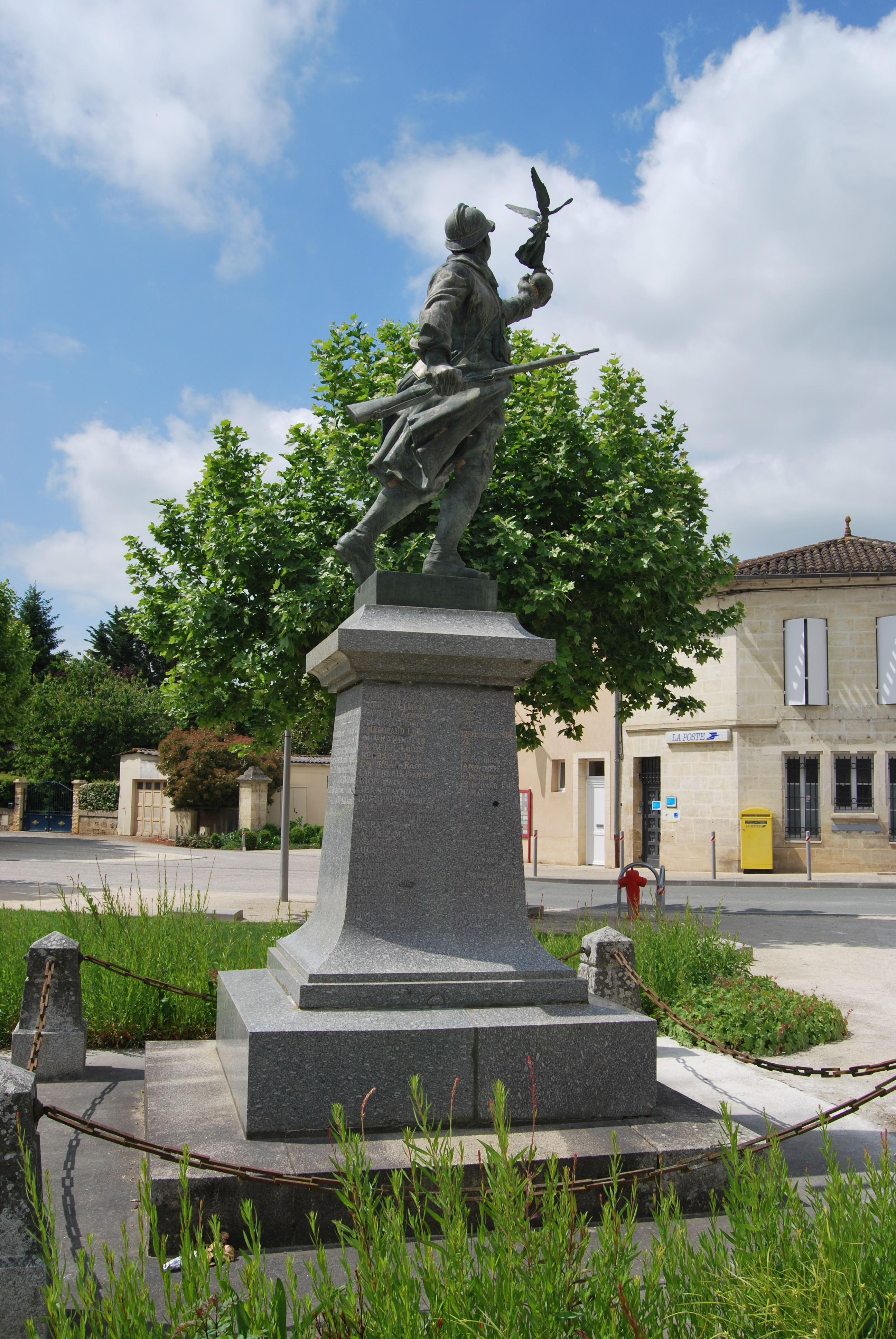
Monument aux morts